# Segimon Comas i Vilar
Segimon Comas i Vilar (o Segimon Comes i Vilar) (Sant Quirze de Besora, ca. 1685 – Barcelona, 1740) fou un sacerdot, doctor en ambdós drets, catedràtic de lletres humanes de la Universitat de Barcelona i primer president de l'acadèmia literària de Barcelona.
J. R. Carreras i Bulbena l'identificà, l'any 1927, com a Segimon Comas i Codinach, nascut a Sant Quirze de Besora el 21 de desembre de 1867. No obstant, segons la recerca d'Albert Rossich, aquesta identificació seria errònia, i Carreras hauria confós Segimon Comas i Vilar amb un altre santquirzenc.
Consta que, el 1700, com a estudiant de la tercera classe de gramàtica, participà en la "Magestuosa poetica fiesta, celebre en tres lenguas, latina, castellana, y catalana, que […] la Palestra literaria de la Excelentissima Ciudad de Barcelona […] consagra a […] Don Carlos Segundo, y Doña Mariana de Neoburg," així com al "Rhetorico poetico festejo, erudito en tres lenguas, latina, castellana, y catalana, que […] la Universidad Literaria de la Excelentissima Ciudad de Barcelona […] dedica al […] Principe Darmstad". En els anys 1705 i 1706 apareix com a membre de l'Acadèmia de Sant Tomàs, de Barcelona, en tant que organitzador ("majoral") de la festa o acte acadèmic anual en honor de sant Tomàs d'Aquino, el dia de la seva festivitat; i el 1711 també apareix com a membre de tal acadèmia, amb motiu de l'aprovació dels seus estatuts. El 1709 fou contractat com a professor de l'Estudi General de Barcelona, segurament poc després de ser ordenat sacerdot.
Suprimit l'Estudi General per Felip V el 1714, Comas tingué un destacat protagonisme en aplegar al seu voltant estudiants joves de famílies rellevants de la ciutat, el que va acabar donant lloc posteriorment a l'inici de les activitats, el 1729, de l'acadèmia literària de Barcelona (en aquell moment encara innominada), que s'anomenaria posteriorment Acadèmia de Bones Lletres de Barcelona. Tal acadèmia es va començar reunint a la casa sacerdotal on residia Segimon Comas, el Col·legi de Sant Sever del carrer Tallers. En la reunió preparatòria de l'1 d'abril de 1729 el propi Comas i el pare mestre Tomàs Massanés, dominic, van ser nomenats presidents interins per a les quatre primeres sessions. Per tant, Segimon Comas esdevingué el primer president de l'Acadèmia de Bones Lletres. Fou rector de la parròquia de Sant Cugat del Rec, de Barcelona, on exercí el sacerdoci fins a la seva mort.